# Jordi Puig-Suari
Jordi Puig-Suari é professor e desenvolvedor de tecnologia aeroespacial. Ele é o co-inventor do padrão CubeSat, e atualmente é co-fundador da Tyvak Nano-Satellite Systems.

## Carreira
Puig-Suari é professor na Cal Poly, e, a partir de 2009, participou em cinco esforços de desenvolvimento de [[Satélite e o lançamento de sete missões de Naves espaciais.
Em 2011 Puig-Suari e Scott MacGillivray, ex-gerente de programas Nanosatélite para a Boeing Phantom Works, criada Tyvak Nano-Satellite Systems em San Luis Obispo, Califórnia, para vender pacotes em miniatura aviônicos para pequenos satélites, com o objetivo de aumentar o volume disponível para cargas úteis.

## CubeSats
Puig-Suari foi o co-inventor do design de referência CubeSat, Juntamente com o professor Bob Twiggs da Universidade de Stanford. Seu objetivo era permitir que os alunos de pós-graduação para ser capaz de projetar, construir, testar e operar no espaço uma nave espacial com capacidades semelhantes ao da primeira nave espacial, o Sputnik.
Ao longo do tempo, o projeto CubeSat surgiu como um padrão da indústria, amplamente "Adotado por universidades, empresas e agências governamentais de todo o mundo".
Os CubeSats primeiro foram lançados em Órbita baixa da Terra em junho de 2003. Em agosto de 2012, cerca de 75 CubeSats tinham sido colocados em Órbita, e o número está crescendo rapidamente.